# Шамшев, Валерий Павлович
Валерий Павлович Шамшев (р. 1953) — российский металлург и хозяйственный деятель, чья жизнь связана с Мурманской областью. Почётный металлург (2002).

## Биография
Родился в посёлке Нива-2 (посёлке Нивском) Кандалакшского района Мурманской области, находящемся в 13 км от областного центра. Школу окончил там же.
Окончил Ленинградский политехнический институт. 
С 1976 года работал сталеваром на Фроловском сталелитейном заводе в Вологодской области, с 1979 — на Кандалакшском алюминиевом заводе. В 1980—1982 отслужил в армии (офицером на Северном флоте). Вырос до мастера, стал секретарём заводского комитета КПСС, затем заместителем начальника отдела.
С 1985 работал инструктором отдела тяжёлой промышленности в Мурманском обкоме КПСС.
В 1989 избран директором КАЗа, с 1992 — генеральный директор. В это время ситуация в экономике в целом и алюминиевой отрасли в частности была сложной, а завод должен был переходить с планового хозяйства на рыночное. Также прошёл процесс акционирования предприятия, но кредиты на Западе тогда получить не удалось.
Шамшев руководил работами по модернизации завода, в том числе строительством газоочистных сооружений в целях снижения количества вредных выбросов. С декабря 2000 по декабрь 2013 года генеральный директор филиала ОАО «Сибирско-Уральская алюминиевая компания» «КАЗ СУАЛ». Член совета директоров ОАО «СУАЛ». Совладелец одного патента на изобретение. Соавтор в 4-х  изобретениях.
В 1996—2000 депутат Совета депутатов города Кандалакши.

## Личная жизнь
Имеет жену, дочь, внуков. Как и многие в Кандалакше, увлекается лыжным спортом.

## Награды и премии
- Орден «За заслуги перед Отечеством» II степени (1998)
- Медаль «100 лет профсоюзам России»

Лауреат национальной общественной премии им. Петра Великого (с присвоением звания «Лучший менеджер России», 2000). Академик Международной академии информатизации (2000). Почётный гражданин Кандалакшского района (2013). Имеет ряд других поощрений.